# Theridion macei
Theridion macei là một loài nhện trong họ Theridiidae.
Loài này thuộc chi Theridion. Theridion macei được Eugène Simon miêu tả năm 1895.